# طلوع پیروزی
طلوع پیروزی (به انگلیسی: Dawn of Victory)  سومین آلبوم استودیویی گروه سمفونیک پاور متال ایتالیایی راپسودی (بعدتر راپسودی آو فایر) است که در  ۳۰ اکتبر ۲۰۰۰ توسط شرکت ضبط موسیقی آلمانی لیمب میوزیک منتشر شد. این آلبوم همچنین سومین فصل از ساگایی پنج‌قسمتی موسوم به حماسهٔ «شمشیر زمردین» را روایت می‌کند.

## فهرست آهنگ‌ها
تمامی ترانه‌های این آلبوم را لوکا توریلی نوشته‌‌است و آهنگسازی آن را لوکا توریلی و آلکس استاروپولی انجام داده‌اند. استاروپولی همچنین کار تنظیم ارکستر را نیز بر عهده داشته‌است. این آلبوم دارای ۱۰ تِرَک به‌شرح زیر است:
| شماره ترک | عنوان                                    | مدت‌زمان |
| --------- | ---------------------------------------- | ------- |
| ۱         | Lux Triumphans                           | ۲:۰۰    |
| ۲         | Dawn of Victory                          | ۴:۴۷    |
| ۳         | Triumph for My Magic Steel               | ۵:۴۶    |
| ۴         | The Village of Dwarves                   | ۳:۵۲    |
| ۵         | Dargor, Shadowlord of the Black Mountain | ۴:۴۸    |
| ۶         | The Bloody Rage of the Titans            | ۶:۲۳    |
| ۷         | Holy Thunderforce                        | ۴:۲۱    |
| ۸         | Trolls in the Dark                       | ۲:۳۲    |
| ۹         | The Last Winged Unicorn                  | ۵:۴۳    |
| ۱۰        | The Mighty Ride of the Firelord          | ۹:۱۵    |

در نسخهٔ انتشاریافتهٔ آلبوم در ژاپن، دو تراک اضافه گنجانده شده‌است که یکی، نسخهٔ طولانی‌تری از Dargor, Shadowlord of the Black Mountain با مدت زمان ۸:۳۰ و دیگری، بازسازی ترانهٔ پیشترمنتشرشدهٔ Rage of the Winter (از آلبوم داستان‌های افسانه‌ای) است.
همچنین دیجی‌بوکی با ۲ سی‌دی و در تیراژ محدودِ ۲۰ هزار نسخه در همان سال منتشر گردید که سی‌دی اول شامل خود آلبوم و سی‌دی دوم شامل مواردی به‌شرح زیر بود:
| شماره ترک | عنوان                           | توضیح                 | مدت‌زمان |
| --------- | ------------------------------- | --------------------- | ------- |
| ۱         | Guardians                       | بازاجرای ترانهٔ هلووین | ۴:۲۳    |
| ۲         | The Mighty Ride Of The Firelord | نسخهٔ ادیت‌شده          | ۴:۴۸    |
| ۳         | Holy Thunderforce               | نسخهٔ آلترناتیو        | ۴:۲۱    |
| ۴         | Triumph For My Magic Steel      | نسخهٔ آلترناتیو        | ۵:۴۵    |
|           | Holy Thunderforce               | کلیپ                  |         |
|           | Epicus Furor/Emerald Sword      | کلیپ                  |         |
|           | Wisdom Of The Kings             | کلیپ                  |         |

در این سی‌دی همچنین یک محافظ صفحهٔ نمایش (اسکرین‌سیور)، گالری عکس، تفسیر آهنگ‌ها، تاریخچه و وقایع‌نگاری آلگالُرد ۱، ۲ و ۳ گنجانده شده‌است.

## اعضا
اصلی
- فابیو لیونه – خواننده
- لوکا توریلی - گیتار
- الساندرو لوتا - گیتار بیس
- آلکس استاروپولی - کیبورد، هارپسیکورد و پیانو
- آلکس هولتزوارت - درام

مهمان
- مانوئل استاروپولی – فلوت ریکوردر باروک
- مگی آردورف – ویلن اول
- کنستانز باکس – همخوان زن باروک
- لارنس ونراین – صدای کودک در آهنگ اینسترومنتال Trolls in the Dark
- تاندرفورس - درام
- آندریاس لمکن – رهبر گروه کُر

دیگر عوامل
- اریک فیلیپ – طراح لوگوی راپسودی
- مارک کلینرت – نگارگری آلبوم
- رابرت پیست – طراحی جلد آلبوم
- کارستن کخ - عکاس